# Liste der Kulturdenkmäler in Flomborn
In der Liste der Kulturdenkmäler in Flomborn sind alle Kulturdenkmäler der rheinland-pfälzischen Ortsgemeinde Flomborn aufgeführt. Grundlage ist die Denkmalliste des Landes Rheinland-Pfalz (Stand: 25. März 2025).

## Einzeldenkmäler
| Bezeichnung             | Lage                                      | Baujahr                                    | Beschreibung | Bild                           |
| ----------------------- | ----------------------------------------- | ------------------------------------------ | --- | ------------------------------ |
| Kriegerdenkmal          | Alzeyer Straße, Ecke Stetter Straße Lage  | 1891                                       | Kriegerdenkmal 1870/71, Büste Kaiser Wilhelms I., 1891 | weitere Bilder Fotos hochladen |
| Kriegerdenkmal          | Am Glockenberg Lage                       | 1920er Jahre                               | Kriegerdenkmal 1914/18; aufwändige bühnenartig erhöhte Anlage mit obeliskenähnlich reliefierter Granitstele, 1920er Jahre; Gefallenentafeln 1939/45, 1950er Jahre | BW                             |
| Säule                   | Borngasse, zu Nr. 26 Lage                 | zweite Hälfte des 19. Jahrhunderts         | im parkartigen Garten reich skulptierte Säule, wohl aus dem späteren 19. Jahrhundert | BW                             |
| Grabmäler               | Langgasse, auf dem Friedhof Lage          | ab der zweiten Hälfte des 19. Jahrhunderts | auf dem neueren Teil: Grabmal Familie Fritz Best († 1902), Obelisk, sechs Gräber ab 1899 mit Marmorplatten, Einfriedung aus Kunstschmiedegitter; Grabmal Johann Funerbart († 1928), Eisernes Kreuz; Grabmal Familie Jakob Heinz, Metallrelif mit trauerndem Engel, um 1917; Grabmal Else Krämer († 1996; Zweitverwendung), neuklassizistische Ädikula mit Metallrelief; Grabmal Familie Abraham Stauffer († 1906), ädikulaartige Wand mit Marmorrelief eines schwebenden Engels, Ziereinfriedung aus Metall; Grabmal Anna Maria Kloh († 1934), dreiteilige Kreuzigungsgruppe mit applizierten galvanoplastischen Figuren; auf dem katholischen Teil Sandsteinstelen der zweiten Hälfte des 19. Jahrhunderts: Grabmal Margaretha Ketterle († 1871), antikische Volutenverdachung; Grabmal Georg Baden († 1882), aufwändig skulptierte, vegetabile Bekrönung; anonymes Grabmal, reliefierte Sandsteinstele mit kniender Trauernder vor Sarkophag, spätes 19. Jahrhundert; Grabmal Maria Michel († 1902), astwerkartige Ecksäulchen; Fragment eines anonymen Grabmals, an der Umfassungsmauer angebrachtes, reich verziertes Gusseisenkreuz | BW                             |
| Hofanlage               | Langgasse 5 Lage                          | 19. Jahrhundert                            | Vierseithof, 19. Jahrhundert mit älterem Kern; Wohnhaus, im Kern wohl aus dem 18. Jahrhundert, um 1830/40 verlängert, Bruchsteinstall, Scheune mit zweischiffigem Gewölbestall bezeichnet 1847; straßenbildprägend | BW                             |
| Wirtshausschild         | Langgasse, an Nr. 9 Lage                  | zweite Hälfte des 18. Jahrhunderts         | schmiedeeiserner Ausleger des ehemaligen Gasthauses „Zum Goldenen Löwen“, zweite Hälfte des 18. Jahrhunderts | BW                             |
| Hofanlage               | Langgasse 22 Lage                         | 18. und 19. Jahrhundert                    | Vierseithof, 18. und 19. Jahrhundert; spätklassizistisches Wohnhaus, Mitte des 19. Jahrhunderts, anschließend eingeschossiger Putzbau mit Kniestock und Torfahrt, Querscheune mit Taubenhaus | BW                             |
| Hofanlage               | Langgasse 23 Lage                         | 1844                                       | Parallelhof; spätklassizistisches Wohnhaus, bezeichnet 1847; Bruchsteinscheune mit Gewölbekeller und dreischiffigem Stallteil, bezeichnet 1844 | BW                             |
| Hofanlage               | Langgasse 26 Lage                         | 1732                                       | barocker Vierseithof, 18. und 19. Jahrhundert; spätbarockes Wohnhaus, teilweise Zierfachwerk, bezeichnet 1732; Wirtschaftsgebäude, 19. Jahrhundert | Fotos hochladen                |
| Rathaus                 | Langgasse 28/30 Lage                      | 1765                                       | Rathaus mit katholischer Kapelle St. Remigius; spätbarocker Krüppelwalmdachbau, teilweise Zierfachwerk, bezeichnet 1765, westseitig älterer Treppenturm | weitere Bilder Fotos hochladen |
| Hofanlage               | Langgasse 41 Lage                         | 19. Jahrhundert                            | repräsentative Hofanlage, 19. Jahrhundert; Wohnhaus mit Bauteilen unterschiedlicher Zeitstellung, spätklassizistische Fassade, Ostteil bezeichnet 1818 und 1890, Westteil aus der Mitte des 19. Jahrhunderts, Hauptportal von 1907 (Umbau), zwei Bruchsteinscheunen, dreischiffiger Gewölbestall | BW                             |
| Evangelische Kirche     | Langgasse 52 Lage                         | 13. Jahrhundert                            | ehemals St. Udalricus; barocker Saalbau, im Kern mittelalterlich, Umbau 1779, barockisierender Westturm, 1907/08; auf dem ehemaligen Friedhof drei barocke Grabkreuze für Mathias Diehl († 1723), Maria Gertruta Diehl († 1720) und unbekannt (um 1720) mit aufgebogenen Hasten, Jesusmonogramm und Inschrift; neugotischer Priestergrabstein für Jacob Peter Diehl († 1853); wohl römischer Sandsteinsarkophag, 3. oder 4. Jahrhundert; Fragment eines Flurkreuzes mit Reliefkorpus, 16. Jahrhundert | Fotos hochladen                |
| Hofanlage               | Langgasse 58 Lage                         | zweite Hälfte des 19. Jahrhunderts         | Vierseithof mit Toranlage, 19. Jahrhundert; spätklassizistisches Wohnhaus, Kalkbruchstein, wohl um 1850/60, Kellerabgang bezeichnet 1819, Wirtschaftsgebäude; bauliche Gesamtanlage | BW                             |
| Schul- und Spritzenhaus | Weedegasse 3 Lage                         | 19. und frühes 20. Jahrhundert             | Baugruppe des 19. und frühen 20. Jahrhunderts; klassizistischer Putzbau, bezeichnet 1821; ehemaliges Schulhaus, großvolumiger Walmdachbau, Heimatstilformen, bezeichnet 1907, Architekt Gustav Peisker, Mainz; Spritzenhaus, Schweifgiebel, Schlauchtrockenturm, im Kern aus dem 19. Jahrhundert, Spolien bezeichnet 1791, 1688 und 1821; Nebengebäude; ehemaliger Schweinestall | weitere Bilder Fotos hochladen |
| Untermühle              | nordöstlich des Ortes (Mühlenweg 16) Lage | 1910/11                                    | Vierseithof; Wohnhaus: historisierender Backsteinbau, 1910/11, Architekt Philipp Adam, Alzey; Wirtschaftsteil mit Kelterhaus, Backofen und Remise, Backstein, 1925, Architekt Friedrich Rudolph, Worms; ehemaliger Portalsturz (zweitverwendet), bezeichnet 1782, Wirtschaftsbauten; bauliche Gesamtanlage | BW                             |

## Ehemalige Kulturdenkmäler
| Bezeichnung | Lage              | Baujahr                    | Beschreibung | Bild |
| ----------- | ----------------- | -------------------------- | --- | ---- |
| Hofanlage   | Langgasse 35 Lage | Mitte des 18. Jahrhunderts | spätbarocker Vierseithof; Wohnhaus, teilweise Fachwerk (verputzt), wohl aus der Mitte des 18. Jahrhunderts; Erweiterungsgebäude mit Torfahrt, Bruchsteinscheune, Hang mit tonnengewölbtem Keller, Durchfahrt bezeichnet 1753; aus Denkmalliste gelöscht und weitgehend durch Neubau ersetzt | BW   |